# Палозеро (Вологодская область)
Палозеро — деревня в Вытегорском районе Вологодской области.
Входит в состав Казаковского сельского поселения, с точки зрения административно-территориального деления — в Казаковский сельсовет.
Находится на берегу одноимённого озера. Расположена на трассе Р37. Расстояние по автодороге до районного центра Вытегры — 4 км, до центра муниципального образования деревни Палтога — 13 км. Палтога также является ближайшим к деревне населённым пунктом.
По переписи 2002 года население — 83 человека (40 мужчин, 43 женщины). Преобладающая национальность — русские (98 %).
Имеется сельский клуб.